# Rougemont (Côte-d'Or)
Rougemont é uma comuna francesa na região administrativa da Borgonha-Franco-Condado, no departamento de Côte-d'Or. Estende-se por uma área de 9,52 km². Em 2010 a comuna tinha 153 habitantes (densidade: 16,1 hab./km²).